# Delitti, amore e gelosia
Delitti, amore e gelosia (noto anche come Lui, lei cioè noi) è un film italiano del 1982, diretto da Max Bunker. Il film è tratto da Il commissario Clerici, un racconto di Bunker inedito.

## Trama
Fabio si è laureato e dopo qualche mese gli viene offerto un posto di ispettore di polizia nella sua città natale. Non appena mette piede nella stazione di polizia, Fabio è già coinvolto nel suo primo caso: rintracciare il gufo, una figura misteriosa che potrebbe essere collegata ad alcune recenti morti sospette nel villaggio.